# Oscar Antonsson

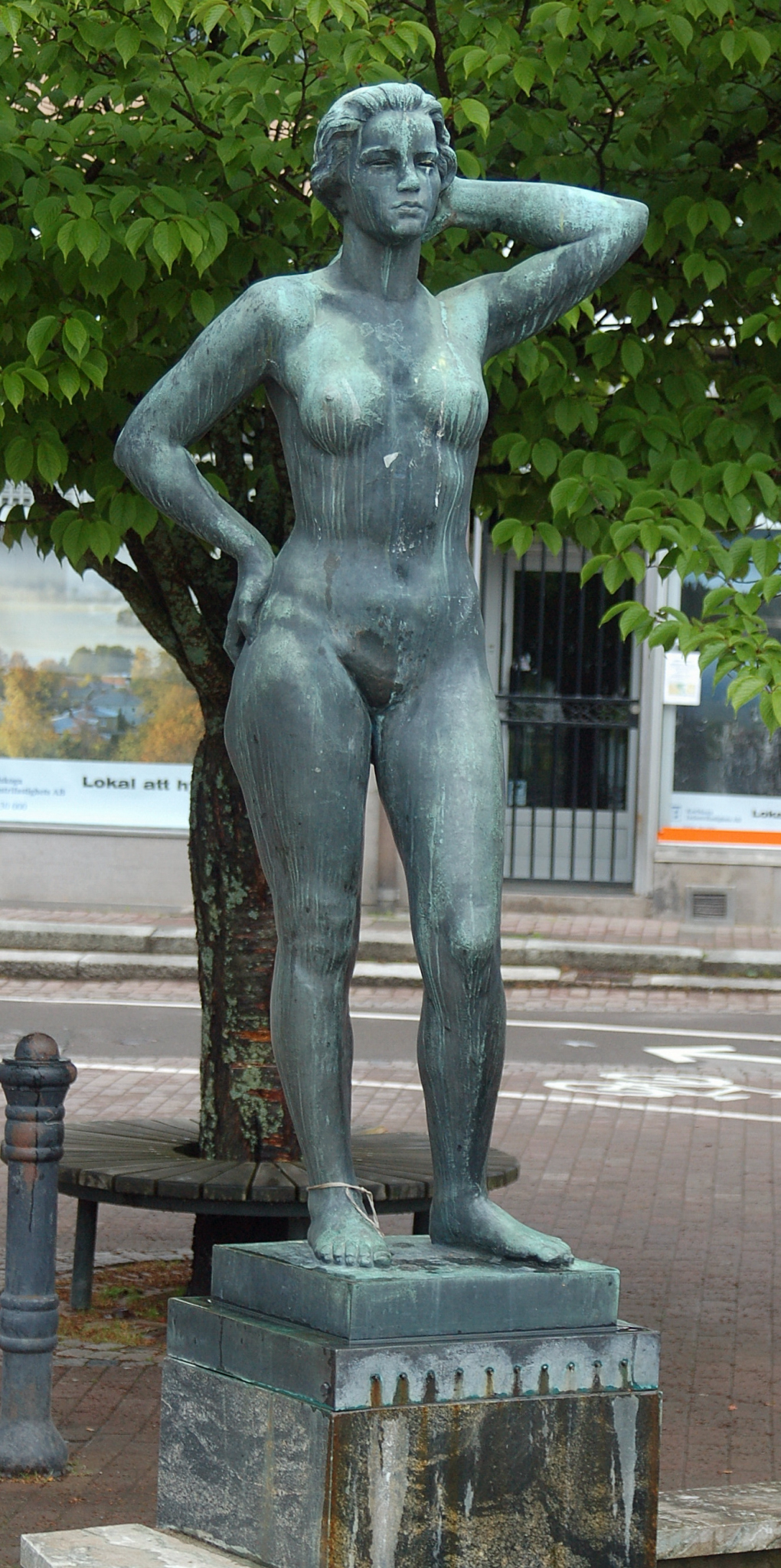
Morgon i Karlskoga.

Oscar Arvid Antonsson, född 31 januari 1898 i Lunds stadsförsamling, död 23 februari 1960 i Danderyds församling, var en svensk konsthistoriker, museiman och konstnär.

## Biografi
Oscar Antonsson studerade vid Lunds universitet och blev filosofie doktor i konsthistoria 1937 på doktorsavhandlingen The Praxiteles marble group in Olympia. År 1930 anställdes han som amanuens vid Nationalmuseum, där han blev intendent 1934. 
Som konsthistoriker ägnade sig Antonsson efter avhandlingen om Praxiteles åt Sergels konstnärskap, vilket han behandlade i den omfattande undersökningen Sergels ungdom och Romtid (1942).
Han ägnade sig även åt konstnärlig verksamhet och utbildade sig till skulptör, huvudsakligen i Italien, och utförde flera arbeten i brons och marmor. Han var även verksam som litograf och etsare samt silhuettklippare. 
Antonsson formgav föremål i brons och tenn; först för Ystads Metallindustri och därefter för AB Athena i Ystad som grundades 1936 med Antonsson som delägare.
Antonsson finns representerad vid bland annat Nationalmuseum i Stockholm  och Uppsala universitetsbibliotek.
Oscar Antonsson är begravd på Gamla kyrkogården i Karlskoga.

## Offentliga verk i urval
- Morgon, brons, torget i Karlskoga
- Sommarsöndag i Västerås
- Bäckahästen i Ystad
- Tympanon i Ystad
- Gåsalisa i Ystad